# Оттавиани, Джим
Джим Оттавиани (англ. Jim Ottaviani) — американский писатель

, автор комиксов по истории науки. Его самая известная работа «Наука с двумя кулаками: истории об учёных» (англ. Two-Fisted Science: Stories About Scientists) — биографические рассказы о Галилео Галилее, Исааке Ньютоне, Нильсе Боре и Ричарде Фейнмане. Оттавиани в прошлом был инженером-ядерщиком.

## Биография
Оттавиани получил степень бакалавра наук в Иллинойсском университете в Урбана-Шампейн в 1986 году и степень магистра инженерного дела по ядерной физике в Мичиганском университете в 1987 году. Несколько лет проработав специалистом по модернизации и обслуживанию атомных электростанций, Оттавиани начал посещать курсы библиотечного дела в Университете Дрекселя, а в 1990 году записался на программу «Библиотека и информатика» в Мичиганском университете. В 1992 году там же он получил степень магистра в области информатизации и библиотечного дела, после чего несколько лет проработал библиотекарем в справочном отделе Мичиганской медиа-библиотеки. В настоящее время он работает в библиотеке Мичиганского университета координатором проекта Deep Blue (архивного хранилища университета).
В 1997 году Оттавиани выпустил свои первые комиксы. К написанию научно-популярных комиксов его вдохновила книга Ричарда Роудса «Создание атомной бомбы». Вместе с художником комиксов Стивом Либером он решил написать и проиллюстрировать известную встречу физиков Нильса Бора и Вернера Гейзенберга во время Второй мировой войны. Этот проект расширился за счёт включения других эпизодов из истории науки и вылился в графический роман «Наука с двумя кулаками» (англ. Two-Fisted Science).
После публикации «Науки с двумя кулаками» Оттавиани создал ещё несколько комиксов об учёных: «Достоинство науки» (англ. Dignifying Science) о женщинах-учёных, «Последствия» (англ. Fallout) о создании атомной бомбы, «Скрытое в языке» (англ. Suspended in Language) о физике Нильсе Боре. Так же он выпустил серию комиксов о палеонтологах девятнадцатого века. Все эти работы были изданы собственной компанией Оттавиани GT Labs, основанной им в 1996 году. Название компании является данью уважения General Techtronics Labs, вымышленной компании, в которой персонажа комиксов Питера Паркера укусил паук, вследствие чего он стал Человеком-пауком.
Работы Оттавиани были опубликованы более чем на 12 языках мира.
Две из последних работ Оттавиани — «Левитация» (англ. Levitation) и «Матери на связи» (англ. Wire Mothers), опубликованные в июле 2007 года, — стали началом запланированной серии статей о «науке простыми словами» (англ. the science of the unscientific). «Левитация» показывает физические и психологические аспекты сценической магии. «Матери на связи» рассказывает историю работы психолога Гарри Харлоу в 1950-х годах о важности любви и привязанности среди приматов, что противоречит господствовавшим тогда теориям, выдвинутым школой бихевиористов. В этот же период Оттавиани работал над двумя короткими комиксами об орангутангах, один из которых был опубликован организацией Orangutan Foundation International.
31 августа 2011 года Оттавиани выступил в передаче Dark Matters: Twisted But True на телевизионном канале Science Channel.
15 ноября 2013 года издательство First Second объявило, что опубликует грядущую биографию Стивена Хокинга в исполнении Оттавиани с иллюстрациями Леланда Мирика.
В июне 2014 года Tor.com бесплатно опубликовал в Интернете биографию Алана Тьюринга «Игра в имитацию» (англ. The Imitation Game) Оттавиани и Леланда Первиса. Расширенная печатная версия книги увидела свет в 2016 году.
В планах у Оттавиани комиксы в издательстве First Second Books: о физике Ричарде Фейнмане и о трёх приматологах: Джейн Гудолл, Дайан Фосси и Бируте Галдикас.

## Награды
Графический роман Оттавиани 2001 года «Дж. Роберт Оппенгеймер, Лео Силард и политология атомной бомбы» был номинирован на премию Игнатца 2002 года за выдающийся графический роман. «Истории о женщинах-учёных» были номинированы на премию Эйснера 1999 года и на премию Лулу 2000 года. Работа «Квантовая запутанность 2003 года, жуткое действие на расстоянии, телепортация и вы» была номинирована на премию Игнатца 2004 года за выдающийся мини-комикс.
В 1997 году за комикс «Наука с двумя кулаками» Оттавиани был награждён грантом фонда Xeric.